# Togobíevka
Togobíevka - Тогобиевка (rus) - és un poble de l'óblast de Bélgorod, a Rússia. El 2010 tenia 143 habitants. Pertany al districte (raion) de Valuiki.